# Kim Jae-sung
Kim Jae-sung (en coreano: 김재성; nacido el 3 de octubre de 1983 en Corea del Sur) es un futbolista surcoreano que juega como volante ofensivo para el Sangju Sangmu de la K League Challenge, a préstamo del Pohang Steelers.

## Clubes
| Club                   | País          | Año           |
| ---------------------- | ------------- | ------------- |
| Bucheon SK             | Corea del Sur | 2005          |
| Jeju United            | Corea del Sur | 2006-2007     |
| Pohang Steelers        | Corea del Sur | 2008-         |
| Sangju Sangmu (cedido) | Corea del Sur | 2012-presente |

## Selección nacional
Kim fue parte de la representación surcoreana en la Copa Mundial de Fútbol de 2010.

### Participaciones en Copas del Mundo
| Mundial                        | Sede      | Resultado        |
| ------------------------------ | --------- | ---------------- |
| Copa Mundial de Fútbol de 2010 | Sudáfrica | Octavos de final |

#### Goles con la selección nacional
| # | Fecha                 | Lugar  | Oponente | Gol | Resultado | Competición                                |
| - | --------------------- | ------ | -------- | --- | --------- | ------------------------------------------ |
| 1 | 22 de enero de 2010   | Málaga | Letonia  | 1–0 | 1–0       | Amistoso                                   |
| 2 | 14 de febrero de 2010 | Tokio  | Japón    | 1–0 | 3–1       | Campeonato de Fútbol del Este de Asia 2010 |

## Palmarés

### Campeonatos nacionales
| Título                           | Club            | País          | Año  |
| -------------------------------- | --------------- | ------------- | ---- |
| Korean FA Cup                    | Pohang Steelers | Corea del Sur | 2008 |
| Copa de la Liga de Corea del Sur | Pohang Steelers | Corea del Sur | 2009 |

### Campeonatos internacionales
| Título                      | Club            | Año  |
| --------------------------- | --------------- | ---- |
| Liga de Campeones de la AFC | Pohang Steelers | 2009 |

## Filmografía

### Apariciones en programas de televisión
| Año  | Título      | Notas          |
| ---- | ----------- | -------------- |
| 2016 | Running Man | episodio - 283 |